# Breanne Flynn
Pour les articles homonymes, voir Flynn.
Breanne Flynn, née le 27 mai 1995 à Manhasset, est une joueuse de squash représentant l'Irlande. Elle atteint en octobre 2022 la 104e place mondiale sur le circuit international, son meilleur classement. Elle est championne d'Irlande en 2022 et 2023.

## Biographie
Elle étudie de 2013 à 2017 à l'université George-Washington en participant à l'équipe universitaire.

## Palmarès

### Titres
- Championnat d'Irlande : 2 titres (2022, 2023)